# Topalia problematica
Topalia problematica är en kvalsterart som beskrevs av Balogh och Csiszár 1963. Topalia problematica ingår i släktet Topalia och familjen Nosybeidae. Inga underarter finns listade i Catalogue of Life.